# Stiftung Partner für Schule Nordrhein-Westfalen
Die Stiftung Partner für Schule Nordrhein-Westfalen war eine Stiftung der Wirtschaft und der Landesregierung des Landes Nordrhein-Westfalen. Sie wurde am 3. Juni 2003 gegründet und zum 31. Dezember 2014 aufgelöst. Es handelte sich um eine operative Stiftung. Stiftungssitz war Düsseldorf.

## Ziele und Aktivitäten
Die Stiftung führt Projekte mit unterschiedlichen Schwerpunkten durch, um die Schul- und Unterrichtsentwicklung zu unterstützen. Dazu gehören: die Förderung des Übergangs von der Schule in den Beruf, der Aufbau von Partnerschaften zwischen Unternehmen und Schulen, die Förderung von Basiskompetenzen und ökonomischer Bildung sowie die Unterstützung des Lernens mit neuen Medien. Seit ihrem Bestehen hat die Stiftung Partner für Schule NRW über 35 Projekte mit einem Umfang von 50 Millionen Euro umgesetzt (Stand: April 2012).
Schulen können sich in der Regel um eine Projektteilnahme bewerben.
Die Stiftung ist mit der Unfallkasse NRW Herausgeberin von „Forum Schule“, dem Magazin für Lehrer in Nordrhein-Westfalen.

## Organisation
Zu den Gremien gehören neben dem Vorstand ein Beirat mit Mitgliedern aus Wirtschaft, Wissenschaft und Institutionen sowie ein Stiftungsrat mit sieben ehrenamtlich tätigen Mitgliedern. Den Vorsitz im Stiftungsrat hat Ludwig Hecke, Staatssekretär im Ministerium für Schule und Weiterbildung des Landes NRW, inne. 

## Stifter
Insgesamt engagieren sich heute 37 Unternehmen als Stifter. Zu den neun Gründungsunternehmen gehören Gelsenwasser AG, Apple Computer GmbH, Fujitsu Siemens Computers GmbH, Gmünder Ersatzkasse GEK, IBM Deutschland GmbH, Microsoft Deutschland GmbH, Sun Microsystems GmbH, Suse Linux AG und Texas Instruments Deutschland GmbH. 

## Unterstützer
Viele Prominente unterstützen die Stiftung in der Aktion „Köpfchen haben! Köpfchen zeigen!“. Dazu gehören z. B. Rufus Beck, Boris Becker, Jörg Rosskopf, Wolfgang Niedecken, Manfred Spitzer, Frank Schätzing, Ulrich Wickert, Tina Hassel und Peter Kloeppel.